# Heksachloroetan
Heksachloroetan, C
2Cl
6 – organiczny związek chemiczny, chlorowa pochodna etanu. Jest bezbarwnym ciałem stałym o zapachu kamfory. Wykorzystywany do produkcji granatów dymnych.